# Lydella stabulans
Lydella stabulans är en tvåvingeart som först beskrevs av Johann Wilhelm Meigen 1824.  Lydella stabulans ingår i släktet Lydella och familjen parasitflugor. Arten är reproducerande i Sverige. Inga underarter finns listade i Catalogue of Life.